# Maimuna cariae
Maimuna cariae là một loài nhện trong họ Agelenidae.
Loài này thuộc chi Maimuna. Maimuna cariae được Paolo Marcello Brignoli miêu tả năm 1978.